# 흑선

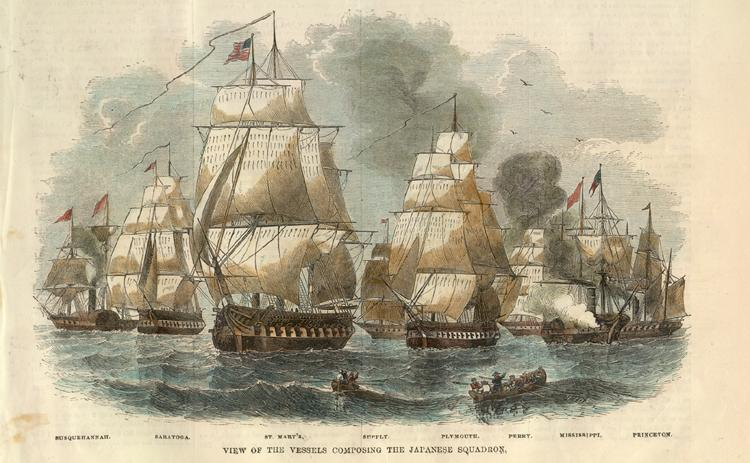
매슈 C. 페리의 2차 일본 파견 함대(1854년)

흑선(일본어: 黒船 구로후네[*])은 유럽에서 만들어진 대양 항해용 대형함을 일컫는 단어로, 에도 시대 이전부터 근세 일본에서 사용하던 말이다. 오늘날에는 이 시대, 또는 더 좁은 의미로 에도 시대 말기에 일본 근해에 출몰한 배를 가리키는 역사 용어로서 사용되며, 특히 1853년에 우라가 앞바다에 내항한, 매슈 C. 페리가 이끈 미국 해군 함대를 가리키기도 한다.
이 시기의 유럽의 배는 타르로 선체를 검게 칠하고 있었기 때문에 검은 배 즉 흑선이라 불리게 되었다. 페리 함대에 증기선이 포함되어 있어서 흑선이 증기선을 가리키는 것으로 생각할 수 있으나, 범선 역시 검은색이었다.
현대에는 자본주의 열강의 일본에 대한 압력과 외자 진출 등 지금까지의 상식을 뒤집는 존재의 대명사 격으로 사용된다.

## 같이 보기
- 페리 원정
- 포함외교
- 존 만지로
- 고메이 천황
- 에도 막부
- 밀러드 필모어
- 메이지 유신
- 이양선